# Rettenbach (Gemeinde Bernstein)
Rettenbach (ungarisch Mencsér) ist eine Ortschaft und eine Katastralgemeinde der Marktgemeinde Bernstein im Burgenland in Österreich. Der Ort hat 290 Einwohner (Stand 1. Jänner 2024). Rettenbach war bis Ende 1970 eine eigenständige Gemeinde.

## Lage
Rettenbach liegt 430 m ü. A. am Fuße des Kienbergs (808 m) am Rand der Buckligen Welt und in dem tiefen, waldigen Tal des Stubenbaches, das bei der Spitzwiese ins Tauchental mündet. Im Osten liegt auf einem hohen Felsen die gut erhaltene Burg Bernstein, einst die Beherrscherin und Beschützerin dieses Tales.

## Klima
Wegen der hohen Lage ist das Klima rau und reich an Niederschlägen. Der Jahresdurchschnitt erreicht zwischen 910 und 1200 mm. Die Erntezeit findet 2 bis 3 Wochen später statt, auch der Frühling kommt später als in den Niederungen des Südens.

## Ortsteile
- Der Ortsteil Dorf stellt das Zentrum des Ortes dar. Hier befindet sich auch das Gemeindehaus, das gleichzeitig als Feuerwehrhaus genutzt wird.
- Grom nennt man den Ostteil des Ortes. Die Häuser stehen in der Nähe des Kienbergbaches. Der Name kommt daher, weil der Ortsteil in einem langen, engen und steilen Graben liegt.
- Anger ist der Ortsteil gegen Stuben. Hier fand sich die Dorfgemeinschaft zusammen und verrichtete gemeinsam Arbeiten. (Kohlenbrennen).
- Die westliche Häusergruppe nennt man Scheckerl. Zerstreute Häusergruppen gaben dem Ortsteil einst den Namen.
- Die Hintergossen wird deshalb so genannt, weil sie hinter der Dorfstraße verläuft.

Zu Rettenbach gehören außerdem noch die Teile Schmelz und Spitzwiese. In der Schmelz wurde ab 1770 Schwefelkies verhüttet, der in Bernstein gefördert wurde.
Neben den typischen Ortsteilbezeichnungen entwickelten sich im Laufe der Zeit auch besondere Hausnamen, die einerseits auf den Berufsstand (z. B. Dorfschmied, Richter, Josefers, Müllner, Weber, Schneider-Böhm usw.) und andererseits auf die Lage des Hauses deuteten (Sulzfleck, Riegerlkoller, Heh-Bock usw.).

## Name
Der Name Rettenbach scheint im Jahr 1388 erstmals als Rotumpoh auf. Aus Rotumpoh wurde Reutempach, 1668 Retenbach, 1773 Reuttenbach und im 19. Jahrhundert dann endgültig Rettenbach. Jedenfalls hängt der Name des Ortes irgendwie mit dem rötlichen Wasser des Baches zusammen.
Früher mögen Sümpfe das Tal bedeckt haben und die rötliche Färbung des Baches wird wahrscheinlich stärker gewesen sein. Das Wasser ist sehr eisenhaltig (Säuerling).
Andererseits könnte auch das hier vorkommende Gestein (vor allem Kupfer- und Schwefelkies) mit dem Rot etwas zu tun haben. Eine andere Deutung leitet den Namen von Retten ab. Angeblich soll sich die Burgbesatzung in Notzeiten durch einen unterirdischen Gang vom tiefen Schlossbrunnen aus nach Rettenbach gerettet haben; eine Sage erzählt, dass man eine Ente in den Bernsteiner Schlossbrunnen geworfen hätte, die dann in Rettenbach herausgekommen sei.

## Geschichte

### Geschichte der Burg
Da Rettenbach bis zum Ende der Österreich-Ungarischen Monarchie zur Burg Bernstein gehörte, ist auch die geschichtliche Entwicklung des Ortes eng mit der der Burg verbunden. 

### Herrschaftszeit
Rettenbach hatte schon im Mittelalter einen großen Waldreichtum. So umfasste der damalige Wald, der Oxensteiner Wald, das Gebiet um Rettenbach, Tauchen, Stuben und Dreihütten. Er war mit seinen 600 Hektar einer der größten Wälder der Herrschaft Bernstein. Die Leute bedienten sich damals in den herrschaftlichen Wäldern des „Pluembesuches“ (der Bienenzucht). Eine weitere Bedeutung für die Herrschaft Bernstein hatte der fischreiche Bach in der Rettenpekher Au. Angebaut wurden vor allem Weizen, Roggen und Hafer. Die damaligen Abgaben der Herrschaftsuntertanen bestanden aus geldlichen Leistungen, Naturalleistungen (Hühner, Eier, Käse, Getreide, Gänse, Schafe, Honig) und Arbeitsleistungen (besonders zum Burgbau, Holzfuhren), die aber immer mehr durch Geld abgelöst wurden. Ein ganzes Lehen umfasste acht bis fünfzehn Joch Äcker (je nach Beschaffenheit des Bodens), fünf Joch Wiesen und meist auch einen kleinen Obstgarten (1 Joch = 5700 m²).
Ein halber Hof (Lehen) umfasste den halben Besitz und leistete halbe Abgaben. Hofstättler und Neustiftler, die keinen Grund innehatten, leisteten ganz geringe geldliche Abgaben.
Rettenbach gehörte während der Herrschaft Bernstein auch dem Niedergericht Bernstein an (Bernstein, Rettenbach, Stuben, Redlschlag). Das Gericht hatte im 16. Jahrhundert eine eigene Pfarre, jedoch keinen Pfarrer.

### Ab 1900
Die letzten Jahrzehnte vor dem Ausbruch des Ersten Weltkrieges waren durch eine starke Förderung des national-magyarischen Gedankens gekennzeichnet (das Gebiet gehörte zu Ungarn). Die Einführung und Vermehrung des ungarischen Unterrichtes, die geschickte Verbindung von magyarischem Bekenntnis und Eröffnung sozialer Aufstiegschancen, die Festlegung offizieller ungarischer Bezeichnungen für Orte und Einrichtungen, sind alles Hinweise auf die Magyarisierungsbestrebungen. Das Grenzgebiet war zu dieser Zeit Schmuggelgebiet. In Dreihütten befanden sich zehn Grenzsoldaten. Die Schmuggelware aus Ungarn bestand aus Vieh und Tabak, während aus Niederösterreich Salz eingeschmuggelt wurde.
Die Zeit zwischen dem Ersten und Zweiten Weltkrieg war durch eine schwere wirtschaftliche Krise gekennzeichnet. Die Arbeitslosigkeit und Inflation stiegen. In Rettenbach herrschte während dieser Zeit eine rein bäuerliche Struktur (kleinbäuerliche Betriebe). 90 Prozent der in Rettenbach lebenden Familien waren Vollerwerbsbauern, während die verbleibenden zehn Prozent als Nebenerwerbsbauern bezeichnet werden konnten.
Die Bauern betrieben hier die so genannte Dreifelderwirtschaft. In einem Ried durfte immer nur dasselbe angebaut werden, weil damals auch die Wege bebaut wurden und somit nur zur Erntezeit und im Winter frei waren (Servitutswege). Die Bauern Rettenbachs waren Selbstversorger. Es wurden Roggen und Weizen für Mehl, Gerste und Hafer für die Fütterung angebaut.
Daneben wurden noch Flachs, Rüben, Kartoffeln, Tabak, Mohn und Gemüse angepflanzt. Die Rinder wurden solange als möglich auf den Weiden gehalten. Trotzdem bereitete die Fütterung über den Winter oft große Schwierigkeiten. Die Menge des Getreides war nie so groß, dass man es wagen konnte, einen Teil zu verkaufen. Schweine wurden in den kühleren Monaten geschlachtet (höchsten 2), da nur zu dieser Zeit die Haltbarmachung des Fleisches möglich war.
Das Fleisch wurde größtenteils zuerst eingesalzen, drei Wochen in Beize gelegt und dann geräuchert. Der Anbau von Flachs spielte zur Selbstverarbeitung und Selbstversorgung eine bedeutende Rolle.
Um zusätzlich Geld zu verdienen, fuhren manche Bauern während der Erntezeit mit ihren Sensen ins Marchfeld, wo sie dann verschiedenen Bauern bei der Ernte halfen. Allgemein muss aber über die Zwischenkriegszeit gesagt werden, dass Rettenbach scheinbar in seiner Entwicklung stecken blieb. Von 1920 bis 1930 herrschte jedoch relativ gesehen Wohlstand und Friede im Ort.
Im Jahr 1939 brach dann der Zweite Weltkrieg aus. Alle wehrfähigen Männer mussten einrücken, sodass die Frauen die Wirtschaften führen mussten. Bald bekamen sie jedoch Hilfe von Gefangenen oder Hilfsfreiwilligen aus Ungarn, Jugoslawien usw. Die Bauern mussten jedoch Abgaben leisten, die zur Versorgung der deutschen Soldaten dienten.
Mit dem Einmarsch der Sowjetunion in Rettenbach am 3. April 1945 begannen die Monate der Plünderungen. Nach dem Krieg kam es zu einer Änderung der gesellschaftlichen Struktur in Rettenbach. Immer mehr Bauern beschlossen Berufe zu ergreifen und ihre Wirtschaft nur noch als Nebenerwerb auszuführen.
1954 gab es im Ort nur mehr zwei Mühlen, die zwei anderen wurden 1953 stillgelegt. Zu den Mühlen gehörte auch noch ein Sägewerk und eine Holzhandlung.
In zwei Gemischtwarenhandlungen erhielt man das notwendigste für den Haushalt. Außer drei Gasthäusern, gab es in Rettenbach noch zwei Schuster, einen Tischler, eine Geschirrhändlerin und einen Zementwarenhersteller. Vor 1950 bestand auch eine Ziegelei, die jedoch bald wieder geschlossen wurde.
Die Kinder wurden auf Grund der verbesserten wirtschaftlichen Lage in Handwerkslehren geschickt. Auch eine bessere Schulausbildung konnten sie genießen, da ab 1955 regelmäßig ein Bus zwischen Rettenbach, Oberschützen und Oberwart verkehrte. Die Bauernanzahl ging deshalb zurück, da die meisten Arbeiter, die bis 1967 im Bergwerk Tauchen arbeiteten, nach Wien als Pendler arbeiten gingen.

### Besiedelung
Das Gebiet um Rettenbach dürfte schon seit der Jungsteinzeit (3000–2000 v. Christus) besiedelt worden sein. Das Bernsteiner Gebirge, zu dem auch Rettenbach zählt, lieferte den Menschen wichtige Stoffe für die Erzeugung von Faustkeilen, Hämmern, Äxten usw. Das können uns zahlreiche Bodenfunde aus der Gegend in und um Rettenbach bestätigen. Die Grabhügel waren einst Bestattungsstätten der einheimischen Bevölkerung. Einer der bedeutendsten Funde ist ein römischer Grabstein, der im Haus Roth Nr. 14 eingemauert wurde und noch immer sichtbar ist.
Bis ins 9. Jahrhundert bedeckten den größten Teil Rettenbachs und der späteren Herrschaft Bernstein dichte Wälder. Nur die Täler der Pinka und Tauchen waren von Slawen besiedelt, wie diese Flussnamen und die Dorfnamen Grodnau und Goberling beweisen. In der Karolingerzeit kam das Erzbistum Salzburg um Pinkafeld zu beträchtlichem Grundbesitz und entfaltete eine reiche kolonisatorische Tätigkeit.
Ob die Früchte dieser ersten deutschen Siedlung durch den Magyareneinbruch völlig vernichtet wurden oder ob in dem von den großen Heerstraßen abgelegenen Bergland zwischen Pinka und Zöbern sich Reste der deutschen Siedler erhalten haben, lässt sich nicht mehr feststellen. Im 12. und 13. Jahrhundert, in denen das Gebiet zweifelsohne zu Ungarn gehörte, wurde es von der 2. bayrischen Kolonisation mit einem dichten Siedlungsnetz überzogen.
Zwischen 1569 und 1645 stieg die Häuserzahl um 8 Häuser an. Besonders hoch war der Bevölkerungsstand in der Mitte des 19. Jahrhunderts. Die große Zahl der Bevölkerung ergab sich aus der langen krieglosen Periode. Zwischen 1868 und 1910 sowie zwischen 1910 und 1945 sind deutliche Rückgänge in der Einwohnerzahl festzustellen. Zwischen 1868 und 1910 fällt die erste Auswanderungsperiode nach Amerika, die vor allem in Bernstein und in Rettenbach stark zu spüren war.
Der Rückgang der Bewohner Rettenbachs zwischen 1910 und 1945 ist durch die beiden Weltkriege und deren Folgen zu erklären. Dazu kamen noch verstärkte Auswanderungen. In der Zeit von 1914 bis 1921 wanderten einige Rettenbacher (11 Leute) nach Amerika und Kanada aus. Andere flüchteten entweder nach Ungarn oder Niederösterreich.
In den Siebzigerjahren kam es zu einem starken Anstieg der Häuserzahl in Rettenbach. Dies zeigt der Bevölkerungsanstieg zwischen 1971 und 1981, als die Einwohnerzahl von 339 auf 375 Personen anstieg.
Häuser- und Einwohnerzahlen:
| 1569 | 15 Häuser  |  | 1836 | 374 Einwohner |
| 1645 | 23 Häuser  |  | 1868 | 404 Einwohner |
| 1856 | 70 Häuser  |  | 1910 | 429 Einwohner |
| 1920 | 81 Häuser  |  | 1971 | 339 Einwohner |
| 1980 | 104 Häuser |  | 1981 | 375 Einwohner |
| 1990 | 120 Häuser |  | 1991 | 350 Einwohner |
| 2000 | 130 Häuser |  | 2000 | 352 Einwohner |

Die früher selbstständige Gemeinde Rettenbach wurde durch das Gemeindestrukturverbesserungsgesetz, das am 1. Jänner 1971 in Kraft trat, mit den Gemeinden Stuben und Redlschlag und den Märkten Bernstein und Dreihütten zur Marktgemeinde Bernstein zusammengelegt. Diese Marktgemeinde, mit dem Sitz in Bernstein, zählt heute rund 2500 Einwohner auf einer Fläche von 39 km². In Rettenbach selbst leben auf einer Fläche von 577,81 ha insgesamt 290 Einwohner (Stand: 1. Jänner 2024). Im Jahr 2001 hatten hier 39 Personen in 14 Haushalten einen Zweitwohnsitz angemeldet.

### Ortsveränderungen im Überblick
In den Jahren 1940 bis 1942 erfolgte die Elektrifizierung des Ortes. Anfang der 1950er (1953/54) wurde das Gemeinde- und Feuerwehrhaus von der Bevölkerung und der Freiwilligen Feuerwehr errichtet und ein Jahr später von Bürgermeister Böhm und Ortschullehrer Taucher der Grundstein für die Ortswasserleitung gelegt. Im selben Jahr (1955) ereignete sich eine Hochwasserkatastrophe, die in den folgenden Jahren (1957–1959) zu einer Wildbachverbauung führte. Nach dem Neubau des Kühlhauses 1958/59 wurde die Regulierung des Flussbettes in mehreren Ausbaustufen fortgeführt und zu Beginn der 1980er Jahre abgeschlossen.
Ebenfalls kontinuierlich erfolgten die Asphaltierung der Gemeindestraßen (abgeschlossen 1996) und der Ausbau des Weg- und Straßennetzes. 1977 wurden der Sportplatz und die Leichenhalle errichtet. Zu Beginn der 1980er wurde das Telefonnetz erweitert und ein Kinderspielplatz in der „Vöslau“ gebaut, dem 1992 ein Tennisplatz folgte. Mitte der 1990er Jahre begannen die Arbeiten am Kanalnetz und zur Jahrtausendwende eine Generalrenovierung des Schulgebäudes.

### Politische Geschichte
Als Burgenland noch Ungarn angehörte, war der Bürgermeister auch gleichzeitig der Richter im Ort, wie dies einige Hausnamen bestätigen. Erst 1922 hatte der Bürgermeister nur noch eine Funktion auszuüben. Die erste leitende Person war Karl Laschober. Johann Engelmeyer folgte Laschober als Bürgermeister. Bis 1938 hatte die Sozialdemokratische Partei (SPÖ) die Stimmenmehrheit im Ort, Johann Engelmeyer war jedoch überparteilich. Seine Amtsperiode, die bis 1938 andauerte, war durch Hoch und Tiefs gekennzeichnet. So herrschte bis 1930 Wohlstand und Zufriedenheit im Ort. Bis 1938 gab es viele Arbeitslose sowie wirtschaftliche Schwierigkeiten.
In der Kriegszeit übernahmen die nationalsozialistischen Bürgermeister Adolf Bock und Karl Roth die Verantwortung im Ort. Der erste Bürgermeister nach dem Krieg war Johann Kleeweis, der von den russischen Besatzern eingesetzt wurde. Ihm folgte von 1946 bis 1950 Josef Roth. Seit seiner Amtsperiode gab es in Rettenbach nur noch Bürgermeister, die von der SPÖ nominiert wurden. Nach der Gemeinderatswahl 1950 übernahm Johann Böhm das Amt des Bürgermeisters (Mandatsstand: 8 SPÖ, 3 ÖVP). Die Amtszeit von Böhm (1950–1966) war von einem großen wirtschaftlichen Aufschwung gekennzeichnet.
Von 1967 bis 1971 war Wilhelm Böhm Bürgermeister von Rettenbach. Am 1. Januar 1971 trat das Gemeindestrukturgesetz in Kraft und Rettenbach wurde mit den Gemeinden Stuben, Dreihütten, Redlschlag und Bernstein zur Großgemeinde Bernstein zusammengelegt.
Von 1971 bis 1980 war Wilhelm Böhm Ortsvorsteher. Nach dessen plötzlichem Tod übernahm Josef Engelmeyer das Amt des Ortsvorstehers (1980–1987). Von 1977 bis 1982 bekleidete Reinhold Wallner das Amt des 2. Vizebürgermeisters der Großgemeinde Bernstein.
Nach den Gemeinderatswahlen 1987 übernahm Gerhard Böhm neben seiner Funktion als 2. Vizebürgermeister der Marktgemeinde Bernstein das Amt des Ortsvorstehers von Rettenbach.

## Persönlichkeiten
- Josef Schmidt (* 1939 in Rettenbach), Politiker, Landesrat der Burgenländischen Landesregierung